# Pandanus sumatranus
Pandanus sumatranus là một loài thực vật có hoa trong họ Dứa dại. Loài này được Martelli miêu tả khoa học đầu tiên năm 1905.